# Dom Rubensa
Dom Rubensa – były dom i pracownia niderlandzkiego malarza Petera Paula Rubensa w Antwerpii; obecnie muzeum sztuki.

## Historia budynku
W dwa lata po ślubie z Isabellą Brant, który odbył się w 1609 roku, malarz nabył dom przy ówczesnej ulicy Vaartstraat, stojący nad brzegiem kanału (dziś nieistniejącego). Artysta natychmiast polecił go rozbudować według własnych projektów, wzorujących się na architekturze włoskiej. Dzięki temu do flamandzkiego budynku dodano siedzibę w stylu włoskim z portykiem, wewnętrznym dziedzińcem i pawilonem. W środku znajdowała się m.in. biblioteka, uważana za jedną z największych w Antwerpii. W ogrodzie wzniesiono łuk triumfalny, kopulasty budynek przeznaczony na zbiory dzieł sztuki i rozmaite pawilony.
W domu mieściła się wielka pracownia oraz prywatne muzeum Rubensa ze zbiorami antyków, obrazów włoskich i niderlandzkich z XV i XVI wieku. We wspomnianej pracowni naukę malarstwa pobierały dziesiątki jego uczniów, w tym Antoon van Dyck (od roku 1616) czy Jordaens (od 1617). Po śmierci Rubensa w 1640, jego druga małżonka, Helena Fourment, w 1650 wynajęła budynek Williamowi Cavendishowi i jego żonie, pisarce i filozof Margaret. Gdy małżeństwo opuściło dom w 1660 roku, został on sprzedany.
W 1937 roku rada miasta kupiła obiekt, a po gruntownej renowacji w 1946 roku został on otwarty dla publiczności jako dom-muzeum Rubensa. Pomieszczenia zostały wypełnione obrazami malarza (dziesięć jego prac) i współczesnych mu artystów. Na tyłach ogrodu znajduje się siedziba Rubenianum, ośrodka poświęconego badaniu twórczości Rubensa.

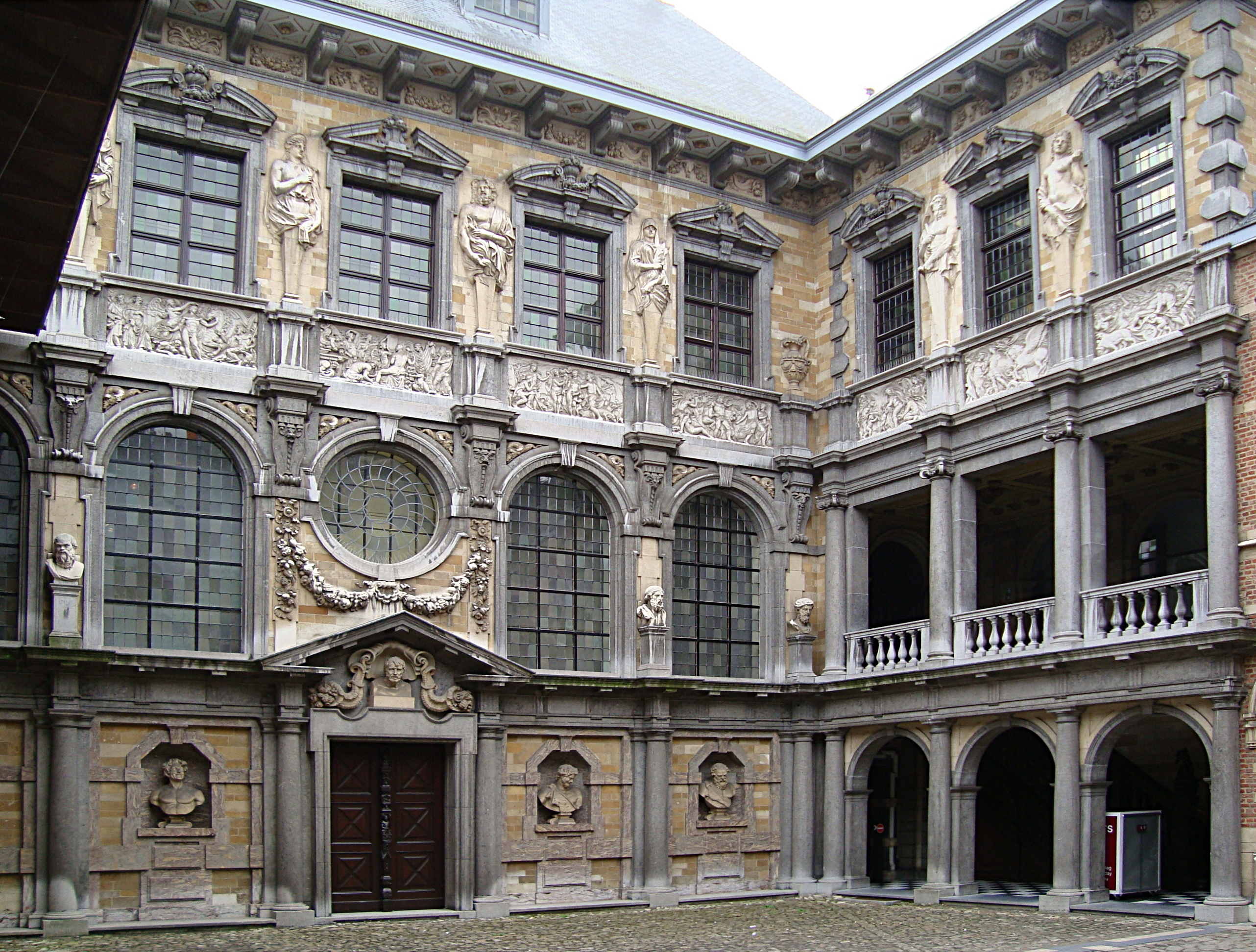
Dziedziniec Domu Rubensa
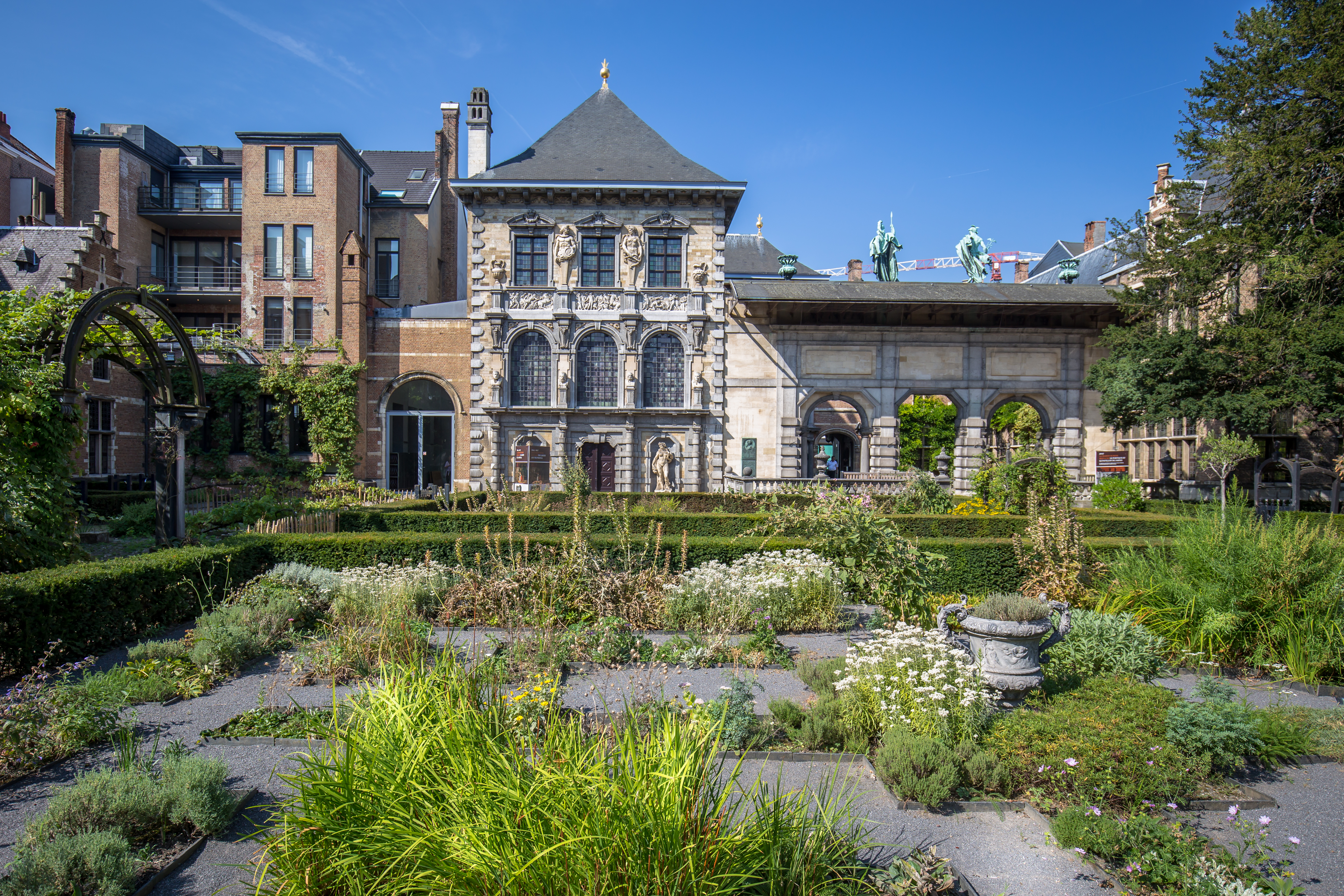
Ogród z widokiem na tylną fasadę
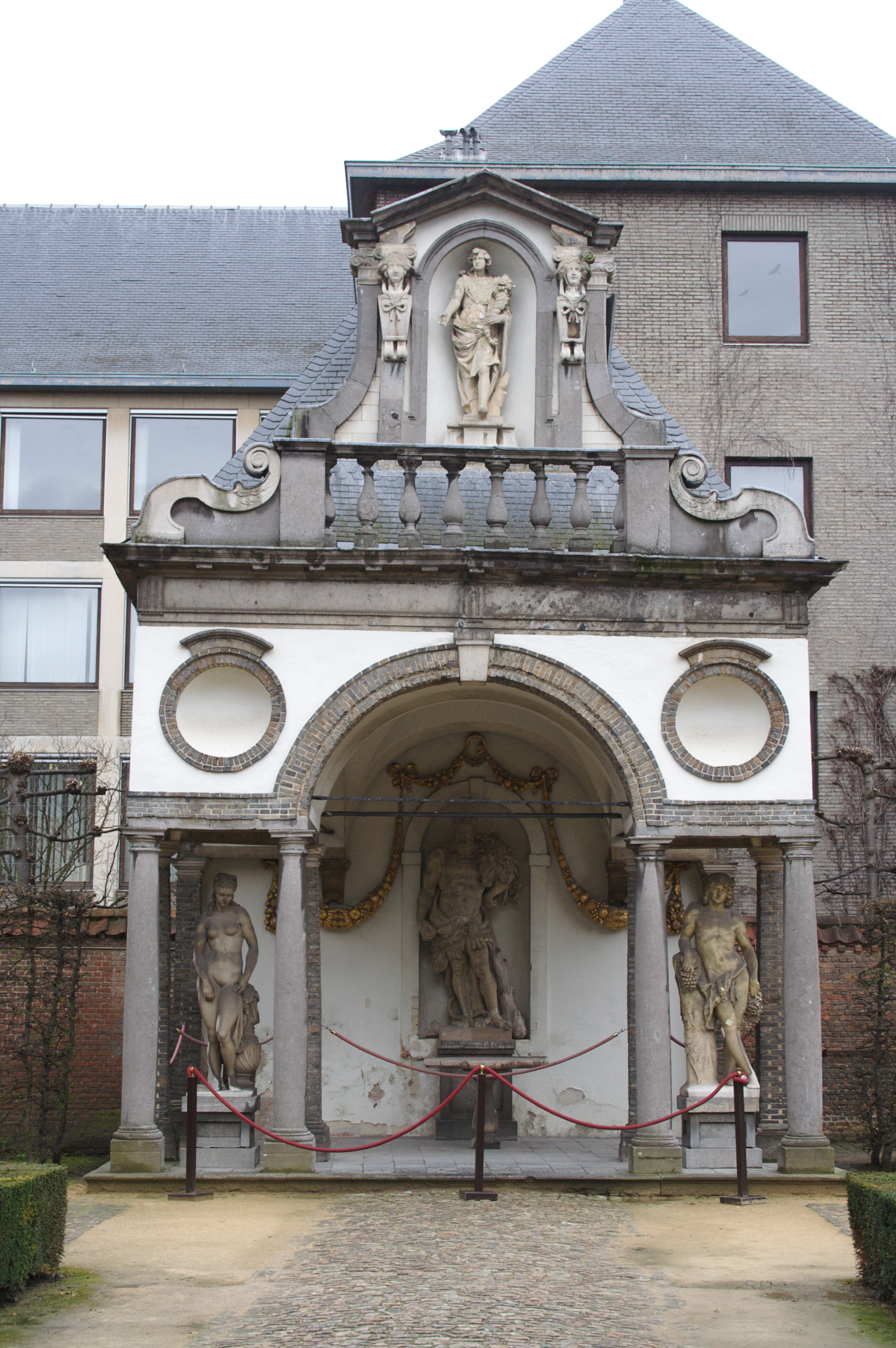
Pawilon z rzeźbami w ogrodzie; w tle budynek Rubenianum
Autoportret właściciela domu